# Запорожець Артур Олександрович
Запорожець Артур Олександрович (19 червня 1990 р., Лубни, Полтавська область, УРСР) — український вчений в галузі оптимізації процесів, опрацюванні та візуалізації даних, зокрема в галузі енергетики та екології. Доктор технічних наук (2022), старший дослідник (2019), лауреат Премії Кабінету Міністрів України за особливі досягнення молоді у розбудові України (2022), Премії Верховної ради України для молодих вчених (2021) та Премії Президента України для молодих учених (2019).

## Життєпис
Народився 19 червня 1990 року в місті Лубни Полтавської області.
В 2007 році закінчив Авіакосмічний ліцей №2 Національного авіаційного університету в м. Лубни (з відзнакою). В період з 2007 по 2013 навчався на кафедрі «Прикладної фізики» Національного авіаційного університету. В період з 2012-2013 рр. проходить навчання в Інституті новітніх технологій Національного авіаційного університету.  В 2013 р. присвоєно науковий ступінь кандидата наук НАУ (науковий керівник – Плюто Ігор Володимирович [Архівовано 27 лютого 2022 у Wayback Machine.]). В 2017 р. присвоєно науковий ступінь кандидата технічних наук за спеціальністю «Комп’ютерні системи та компоненти» (назва роботи «Комп’ютеризована системи контролю процесу спалювання палива в котлоагрегатах малої та середньої потужності», науковий керівник – Бабак Віталій Павлович). В 2019 р., закінчивши Management & Marketing Universal Business School (Велика Британія), отримав диплом MBA за спеціальністю «General Management». В 2019 р. присвоєно вчене звання старшого дослідника за спеціальністю «Метрологія та інформаційно-вимірювальна техніка».
Під час навчання в Національному авіаційному університеті (2009-2011) працював науковим співробітником Інституту металофізики ім. Г.В. Курдюмова НАН України.
З 2013 по 2021 рр. час працює в Інституті технічної теплофізики НАН України на різних посадах: молодший науковий співробітник, науковий співробітник, старший науковий співробітник.
З 2022 р. по 2023 р. - старший науковий співробітник Інституту загальної енергетики НАН України.
З 2023 р. - заступник директора з науково-організаційної роботи нституту загальної енергетики НАН України
В період з 2014 по 2016 рр. працював доцентом кафедри «Теоретичної та прикладної фізики» Національного авіаційного університету.
В 2017 р. Запорожцю А.О. присвоєно почесне звання «Винахідник року Національної академії наук України».
Сфера наукових інтересів: моніторинг навколишнього середовища, оптимізація процесів, Big Data, Data Mining, алгоритми та структури даних, статистичний аналіз, системи діагностики та моніторингу, зокрема енергетичного обладнання.

## Сімейний стан
Одружений.

## Громадська діяльність
- член «Національного Географічного Товариства», США (з 2015 р.);
- засновник та Голова громадської організації «Центр суспільних досліджень[3]», Україна (з 2015 р.);
- заступник голови ради молодих вчених Інституту технічної теплофізики НАН України (2016-2020 рр.);
- заступник голови ради молодих вчених відділення фізико-технічних проблем енергетики НАН України[4] (з 2016 р.);
- член Українського товариства неруйнівного контролю та технічної діагностики, Україна (з 2017 р.);
- засновник громадської організації «Молодіжний народний рух» (з 2017 р.);
- пожиттєвий член «Scientific and Technical Research Association (STRA)» (з 2019 р.);
- асоційований член «EuroScience» (з 2019 р.);
- повний професійний член «International Association of Educators and Researchers (IAER)» (з 2019 р.);
- старший член «International Association of Computer Science and Information Technology (IACSIT) (з 2019 р.);
- член секції «Енергоефективність» науково-технічної ради Міністерства енергетики України (з 2019 р.);
- професійний член «Institute For Engineering Research and Publication (IFERP)» (з 2020 р.);
- член Institute of Electrical and Electronics Engineers (IEEE) (з 2021 р.);
- голова Ради молодих вчених Інституту загальної енергетики НАН України[1] (з 2022 р.).

## Нагороди та премії
- Лауреат[5] стипендіальної програми фонду Віктора Пінчука «Завтра.ЮА» (2012, 2013);
- Переможець Всеукраїнського конкурсу «Винахід року – 2016[6]»;
- Почесна грамота «Українського союзу промисловців та підприємців» (2017);
- Почесна грамота Інституту технічної теплофізики НАН України (2018);
- Стипендіат Президента України для молодих вчених НАН України (2018-2020);
- Лауреат конкурсу УТ НКТД в номінаціях «Кращий молодий вчений[7]» (2019);
- Лауреат [8]премії Президента України для молодих вчених (2019);
- Премія Київського міського голови за особливі досягнення молоді у розбудові столиці України - міста-героя Києва[9] (2020);
- Грамота Полтавської обласної ради (2020);
- Відзнака НАН України для молодих вчених «Талант, натхнення, праця» [10] (2020);
- Почесна грамота Кабінету міністрів України (2021);
- Лауреат конкурсу «Молодий вчений року-2020» у 3-х номінаціях [11](2021);\
- Премія Верховної Ради України для молодих учених [12] (2021);
- Почесна грамота Полтавської обласної ради [13](2022);
- Медаль «За працю і звитягу» [14] (2022);
- Лауреат конкурсу «Молодий вчений року-2021» у 2-х номінаціях [15](2022);
- Лауреат конкурсу «Молодий вчений року-2022» у 2-х номінаціях[16] (2023);
- Премія Кабінету Міністрів України за особливі досягнення молоді у розбудові України[17] (2023);
- Переможець конкурсу «Найкращий молодий вчений Академії»[18] (2023).

## Наукові праці
Запорожець А.О. автор понад 180 наукових праць, серед яких статті у провідних фахових виданнях, монографії, патенти, тези міжнародних та всеукраїнських конференцій.

### Монографії
- «Апаратно-програмне забезпечення моніторингу об’єктів генерування, транспортування та споживання теплової енергії» (2016, ISBN 978-966-02-7967-4);
- «Теоретичні та прикладні основи економічного, екологічного та технологічного функціонування об’єктів енергетики» (2017, ISBN 978-966-02-8331-2);
- «Provision of Diagnostic Systems for Energy Facilities[20]» (2018, ISBN 978-966-360-353-7);
- «Diagnostic Systems For Energy Equipments[21]» (2020, ISBN 978-3-030-44442-6);
- «Control of Fuel Combustion in Boilers[22]» (2020, ISBN 978-3-030-46298-7);
- «Використання безпілотників для підвищення безпеки та ефективності енергетичної системи» (2020, ISBN 978-617-7738-94-6);
- «Економічна ефективність моніторинга ліній електропередач безпілотними літальними апаратами» (2020, ISBN 978-917-7738-95-3);
- «Systems, Decision and Control in Energy I[23]» (2020, ISBN 978-3-030-48582-5);
- «Environmental Control for Ensuring Cities Safety[24]» (2021, ISBN 978-3-030-66709-2);
- «Systems, Decision and Control in Energy II[25]» (2021, ISBN 978-3-030-69188-2);
- «Control of Overhead Power Lines with Unmanned Aerial Vehicles (UAVs)[26]» (2021, ISBN 978-3-030-69751-8);
- «Models and Measures in Measurements and Monitoring[27]» (2021, ISBN 978-3-030-70782-8);
- «Power Systems Research and Operation. Selected Problems[28]» (2022, ISBN 978-3-030-82925-4);
- «Advanced Energy Technologies and Systems I[29]» (2022, ISBN 978-3-030-85745-5);
- «Systems, Decision and Control in Energy III[30]» (2022, ISBN 978-3-030-87674-6);
- «Power Systems Research and Operation: Selected Problems II[31] (2023, ISBN 978-3-031-17553-4);
- «Systems, Decision and Control in Energy IV: Volume I. Modern Power Systems and Clean Energy[32] (2023, ISBN 978-3-031-22463-8);
- «Systems, Decision and Control in Energy IV: Volume IІ. Nuclear and Environmental Safety[33] (2023, ISBN 978-3-031-22499-7).

## Наукова діяльність
Бере участь у рецензуванні наукових праць як періодичних видань, так і конференцій. Член редакційної колегії International Journal of Energy Optimization and Engineering (IJEOE), IGI Global, ISSN 2160-9500.
Участь у проєктах (НАН та МОН):
- 2012-2015: «Розробка обладнання для підвищення ефективності спалювання палива в котлах потужністю до 3,5 МВт в залежності від якості природного газу з використанням 𝛂-зонду»;
- 2012-2016: «Розвиток теоретичних засад моніторингу технічного стану об’єктів теплоенергетики та підвищення їхньої ефективності»;
- 2013-2014: «Розроблення і дослідження комбінованих когенераційно-теплонасосних установок (КГ-ТНУ) та моніторинг технічного стану їх окремих вузлів з використанням акустичних полів»;
- 2016-2018: «Розроблення багаторівневої системи технічної діагностики основного та допоміжного обладнання теплоелектростанції»;
- 2017-2018: «Розроблення методики моніторингу теплового стану магістральних тепломереж на базі квадрокоптерів»;
- 2017-2021: «Розвиток науково-практичних засад моніторингу довкілля та технічного стану об’єктів теплоенергетики на базі безпілотних авіаційних комплексів»;
- 2018: «Підвищення експлуатаційних характеристик палив для газотурбінних двигунів, безпеки авіаційного транспорту та його екологічності;
- 2018: «Інтерактивна діагностика фітоценосистем із застосуванням БПЛА для оцінки впливу на довкілля»;
- 2018-2019: «Розвиток наукових засад термогазодинаміки енергетичних установок та моніторингу викидів забруднюючих речовин»;
- 2019-2021: «Розроблення системи моніторингу мікрокліматичних показників та стану забруднення атмосферного повітря екосистем Північного Причорномор’я»;
- 2019-2021: «Розроблення системи моніторингу рівня шкідливих викидів ТЕС та діагностування обладнання електростанцій, що використовують відновлювані джерела енергії, на базі Smart Grid з урахуванням їх спільної роботи».

Є науковим консультантом проекту з розробки системи моніторингу забруднення атмосферного повітря Ecocity [Архівовано 29 квітня 2020 у Wayback Machine.].